# Ardetzenberg
Der Ardetzenberg ist ein 631 m ü. A. hoher Berg im Vorarlberger Rheintal. Er liegt in Feldkirch nördlich der Innenstadt. Südwestlich wird der Ardetzenberg durch die Illschlucht begrenzt. Rund um den Ardetzenberg liegen die Stadtteile Tisis, Tosters, Gisingen, Altenstadt, Levis und Feldkirch Stadt.
Auf dem Ardetzenberg befindet sich das Institut St. Josef und weiter oben der Wildpark Feldkirch. Die Ardetzenberger Funkenzunft veranstaltet auf dem Berg den jährlich am Funkensonntag stattfindenden Funken.
Seit dem Jahr 1998 kann der Ardetzenberg durch den 375 Meter langen Ardetzenbergtunnel im Zuge der Landesstraße L53 (Bangser Straße) vom Feldkircher Stadtzentrum aus direkt durchquert werden. Der Tunnel verbindet den zentralen Straßenverkehrsknoten der Stadt, die sogenannte Bärenkreuzung am Rand der Altstadt, mit den nordwestlich des Ardetzenbergs gelegenen Ortsteilen Tosters und Gisingen.

## Geschichte
Der Ardetzenberg wurde bereits im Mittelalter landwirtschaftlich genutzt. Vor allem der Weinbau spielte eine Rolle, worauf noch heute vorhandene Trockenmauern und Terrassen entlang des Ardetzenwegs hinweisen. Im Laufe des 20. Jahrhunderts nahm die Bedeutung der landwirtschaftlichen Nutzung ab, während der Berg zunehmend als Naherholungsgebiet genutzt wurde.

## Wasserversorgung
Auf dem Ardetzenberg befindet sich ein zentraler Hochbehälter der Wasserversorgung Feldkirchs. Zusammen mit anderen Hochbehältern verfügt die Stadt über eine Gesamtspeicherkapazität von etwa 10.000 Kubikmetern Trinkwasser.

## Flora und Fauna
Die Wälder des Ardetzenbergs bestehen aus einer Mischung von Laub- und Nadelbäumen und bieten Lebensraum für zahlreiche Tierarten.

## Namensgebung
Der Name „Ardetzenberg“ leitet sich vermutlich von einer älteren Bezeichnung wie „Erdetzel“ ab, wie in historischen Dokumenten erwähnt. Im lokalen Sprachgebrauch wird der Ardetzenberg auch als „Detz“ bezeichnet. Dieser Spitzname ist in der Region geläufig.